# Лебедев, Альберт Тарасович
Лебедев Альберт Тарасович (род. 29 июля 1957, Петрозаводск) — российский химик-органик, доктор химических наук, профессор кафедры органической химии Химического факультета МГУ им. М. В. Ломоносова, заведующий Лаборатории физико-химических методов анализа строения вещества, лауреат премии Правительства РФ в области науки и техники (2007) и премии Ленинского комсомола (1983), организатор Всероссийского масс-спектрометрического общества (2003).

## Биография
Родился в Петрозаводске 29 июля 1957 года. Мать была доцентом биологического факультета Петрозаводского университета, а отец погиб до его рождения в автомобильной катастрофе. Братьев и сестер нет.
Учился в школе с углубленным изучением языка. В школе увлекался спортом — хоккей, футбол, баскетбол, велоспорт и другие. Первое знакомство с химией произошло еще до ее изучения в школе. В возрасте 11-12 лет мама предложила посмотреть книгу про занимательную химию. Альберт Тарасович вспоминает: 
Я открываю книгу, и после прочтения первой-второй страницы выясняется, что я могу бросить гвоздь в некую жидкость, он растворится, а выделяющимся газом можно надуть шарик, который улетит в небо. Это произвело на меня неизгладимое впечатление, и я стал химичить дома.
 Мама потакала всем увлечениям сына и вскоре Лебедев стал активно изучать химию. Принимал участие в школьных олимпиадах в старших классах.
После окончания школы собирался поступать в ВУЗ на химическое направление. Экзамены в МГУ проходили раньше, чем в других институтах, поэтому сначала он решил попробовать себя там. В то время при поступлении на химический факультет сдавали 4 экзамена, и Лебедев был единственным из всех абитуриентов, кто получил все пятерки. Он поступил в МГУ и переехал в общежитие в Москву.
В начале обучения работал на кафедре неорганической химии, но вскоре доктор химических наук В. С. Петросян пригласил его в лабораторию физической органической химии, где изучалась аналитическая часть органической химии. В те годы туда, по соглашению с зарубежной фирмой, были поставлены 5 приборов, среди которых был масс-спектрометр. На него и определили работать Лебедева.
В 1979 году защитил дипломную работу, связанную с анализом нефти при помощи масс-спектрометрии, и поступил в аспирантуру. С тех пор масс-спектрометрия является главным методом его исследований.

## Научная деятельность

### Исследования диазосоединений
В начале 80х годов А. Т. Лебедев начал работать с учеными из Черноголовки, занимающимися проблемами циклизации диазосоединений. В его обязанности входили получение и расшифровка масс-спектров соединений на различных стадиях синтеза. В ходе многочисленных анализов, Лебедев понял, что с помощью масс-спектрометрии он может моделировать и прогнозировать химические реакции в растворах. Эти наблюдения он берет за основу своей кандидатской диссертации «Масс-спектрометрическое изучение реакции циклизации диазокетонов», которую успешно защищает в 1982 году. Позже к исследованиям присоединилась группа ученых из Свердловска, и в результате совместной работы было выяснено, что в зависимости от строения молекулы реакция циклизации может идти с потерей или без потери диазогруппы. Учитывая это свойство, можно было синтезировать самые разнообразные гетероциклические соединения, которые могут быть использованы в производстве лекарственных препаратов, фоточувствительных материалов, и реализуются в военной сфере. За эту работу ученым, в том числе и Лебедеву, в 1983 году была присуждена премия Ленинского комсомола.
Лебедев продолжал работу в этом направлении, однако для проведения более сложных исследований требовались масс-спектрометры высокого разрешения, которых практически не было в СССР. В 1990 году улетел на стажировку в Австралию, где была высококлассная техника. Там он начал работать с австралийским ученым Джоном Бови, и за 10 месяцев стажировки опубликовал 8 статей в высокорейтинговых научных журналах. Вернувшись обратно в СССР, Альберт Тарасович защитил докторскую диссертацию «Возможности масс-спектрометрического моделирования химических реакций, инициируемых в растворах кислотами и основаниями». Эти исследования подтвердили возможность использования масс-спектрометрии в качестве метода способного прогнозировать реакционную способность органических соединений. Лебедев рассказывает: 
В реакции с одним из замещенных циклопропанов термодинамическое равновесие в растворе между двумя типами гетероциклов устанавливалось в течение 2х-3х месяцев, а я мог сказать, что получится, уже через 2 минуты с погрешностью 3%.

### Исследования в области экологии
- Байкал

В период с 1995 по 1998 год Лебедев участвовал в международном проекте по исследованию экологического состояния озера Байкал. Для анализа отбирались образцы не только воды и донных отложений, но и снег, рыбы и некоторые животные. Было выяснено, что основная часть загрязнений поступает из Китая, через систему рек. Также была изучена степень аккумуляции загрязняющих веществ различными объектами. Например, было показано, что канцерогенной полициклической ароматики было больше всего в низших организмах, затем ее количества уменьшались к более развитым существам. А для полихлорированных дифенилов всё было наоборот: в нерпах оказалось в 100 миллионов раз больше этого токсичного вещества, чем в воде.
- Снег и дождь

После исследований Байкала стало ясно, что снег — это очень удобная матрица. Во время полета снежинка абсорбирует всё что находится в воздухе, падает и может существовать долгое время. Поскольку температура низкая, даже не самые стабильные вещества, накопленные в снеге, не разлагаются. Поэтому, если взять керн позднего снега, то после анализа можно понять, как он загрязнялся в процессе всей зимы. Важность этой работы, отмечает Лебедев, заключается в проведении именно нецелевого анализа, то есть исследования всех веществ, содержащихся в образце. Позже выяснилось, что дождь также способен отражать состав воздуха. В настоящее время проводится сбор проб в разных частях Москвы, по которым после обработки результатов будет составлена карта наиболее распространенных для данной территории загрязняющих веществ. С помощью нее можно будет определить их источники. Также А. Т. Лебедев сотрудничает с учеными из Франции, где отбор проб производится в горах прямо из облаков, и со специалистами из Чили, где на протяжении 20-ти лет собирали пробы дождя из разных районов страны и сейчас хотят произвести картирование.
- Арктика

В 2017 году Лебедев получил грант на руководство проектом, направленном на исследование экологии Арктики, на базе Северного (Арктического) федерального университета РФ. На сегодняшний день были проведены экспедиции вокруг Новой Земли и земель Франца-Иосифа, и даже на Северный полюс. Зафиксировано высокое содержание пиридинов на Арктических территориях. Ведется поиск источников загрязнений.

### Исследование процессов водного хлорирования
С начала 90х годов Лебедев изучает процессы, проходящие в воде при ее дезинфицировании методом хлорирования. Вода содержит в себе множество природных органических соединений. В процессе дезинфицировании они реагируют с хлором, образуя массу хлорорганических соединений, каждое из которых обладает некоторой токсичностью. Известно более 700 продуктов такого водного хлорирования. В 2017 году группой Лебедева был открыт новый класс этих соединений.

### Исследование пептидов
В 1998 году во время очередной командировки в Австралию Джон Бови предложил Лебедеву исследовать пептиды, содержащиеся в лягушачьей слизи. Было известно, что они обладают свойствами современных антибиотиков, и работа в этом направлении является перспективной. В России нужно было начинать разрабатывать эту тему с нуля. За дело взялась кандидат химических наук, Т. Ю. Самгина, которая обеспечила необходимые условия проведения экспериментов. Сейчас лаборатория под руководством Альберта Тарасовича на подходе к тому, чтобы предложить метод полного анализа пептидов любой сложности только лишь с помощью масс-спектрометрии.

## Всероссийское масс-спектрометрическое общество (ВМСО)

### Создание
С 1991 года Лебедев стал посещать конференции Международного масс-спектрометрического общества, а с 1995 — Американского. В то время во многих странах стали активно организовываться национальные общества, которые проводили регулярные съезды. В России же такого еще не было, а последняя конференция, посвященная масс-спектрометрии, прошла в 1985 году. И когда он услышал, что даже Финляндия создает своё общество, то понял — нужно попробовать сделать что-то подобное в России. Чтобы официально зарегистрировать общество, нужно было иметь минимум по 3 соратника из 50 % субъектов РФ, которых было тогда 89. Сначала Лебедев связался с Ю. С. Ходеевым, который еще в советские годы был ученым секретарем комиссии по масс-спектрометрии и имел информацию о закупках приборов. Он предоставил телефоны специалистов, которые приобретали масс-спектрометры. Еще одним человеком, согласившимся помочь, был В. Г. Заикин. Начиная с марта 2003 года они вместе с Лебедевым стали обзванивать специалистов с предложением о создании общества, и уже в октябре того же года был проведен первый учредительный съезд. Альберт Тарасович вспоминает: 
Многие говорили, что это нереально, советовали забыть об этой идее, а мы сумели найти людей даже в 49-ти субъектах.
 Через полгода был выпущен первый номер журнала «Масс-спектрометрия», который с 2007 года вошел в список ВАК, с 2011 года переводится на английский язык и издается как приложение к журналу «Journal of Analitical Chemistry», и на сегодняшний день находится в пятерке лучших химических журналов в стране.

### Функционирование общества
На сегодняшний день ВМСО насчитывает более 500 членов и является 5-м в мире по численности. 4 раза в год собирается Президиум и 2 раза в год Совет общества. Каждый нечетный год проводятся съезды и конференции, в которых участвуют не только ученые, но и производители и поставщики оборудования. Также, раз в год на базе ВМСО организовывается недельная школа, в которую приезжают специалисты для обучения работе на масс-спектрометрах.
ВСМО регулярно проводит конкурсы молодых ученых с грантами на поездки заграницу, дает доступ практически к любой зарубежной и отечественной литературе, связанной с масс-спектрометрией, сотрудничает с международными фирмами, поставляющими современное оборудование, и участвует в издании специализированной литературы.

## Премия Правительства РФ в области науки и техники
С 2005 года Альберт Тарасович стал работать с группой ученых из Института рыбного хозяйства, которая искала замену небезопасным консервантам, применяющимся в рыбной продукции того времени. Лебедев отвечал за анализ получаемых веществ и определение их эффективности с помощью масс-спектрометрии. В итоге удалось получить качественные консерванты, способные увеличить время и температуру хранения продукции, имеющие более приятные вкусовые свойства, и, самое главное, являющиеся безопасными. За это в 2007 году Лебедеву и группе ученых была присвоена Премия Правительства РФ в области науки и техники. Позднее эти консерванты внедрили в производство.

## Педагогическая деятельность. Работа на кафедре органической химии
С 1983 по 1991 преподавал на химическом факультете МГУ спецкурс по масс-спектрометрии. С 1991 года по сегодняшний день преподает спецкурс по физико-химическим методам анализа органических соединений. Считает основной проблемой современной масс-спектрометрии — неумение специалистов расшифровывать спектры вручную, а главной целью спецкурсов — обучить этому молодых ученых. Альберт Тарасович рассказывает: 
Как-то раз мы взяли 5 самых передовых поисковиков соединений, завели туда масс-спектр пептида и ни один из них не выдал правильного сопоставления. При этом даже сложные молекулы можно успешно расшифровывать вручную.
Регулярно читает лекции заграницей: в Англии, Сербии, Словении, Франции, Колумбии, Бразилии, Чили и других странах.
Также А. Т. Лебедев является автором нескольких книг, посвященных масс-спектрометрии.
С 2003 года — заведующий лаборатории физико-химических методов анализа строения вещества на кафедре органической химии. Отмечает, что лаборатория является не просто обслуживающей химический факультет, но и реализующей огромное количество своих собственных исследований в самых разных областях.